# Bedāb
Bedāb (persiska: بداب) är en ort i Iran.   Den ligger i provinsen Gilan, i den nordvästra delen av landet, 240 km nordväst om huvudstaden Teheran. Bedāb ligger 34 meter över havet och antalet invånare är 810.
Terrängen runt Bedāb är platt åt nordost, men åt sydväst är den kuperad. Runt Bedāb är det ganska tätbefolkat, med 111 invånare per kvadratkilometer. Närmaste större samhälle är Fūman, 12,0 km nordväst om Bedāb. I omgivningarna runt Bedāb växer i huvudsak blandskog.